# Kraków Lacrosse Kings
Kraków Lacrosse Kings – krakowski klub sportowy, jedna z sekcji Stowarzyszenia Na Rzecz Rozwoju Sportów Amerykańskich.

## Historia
Historia dyscypliny w Krakowie sięga roku 2009, kiedy to Piotr Kuźniar (późniejszy prezes Polskiej Federacji Lacrosse) podczas pobytu w Stanach Zjednoczonych zafascynował się nieznaną mu wcześniej dyscypliną sportową – lacrossem. Po swoim powrocie zdecydował się zaszczepić ten sport w środowisku krakowskim. Dzięki znajomościom zza Oceanu sprowadził podstawowy sprzęt niezbędny do gry w lacrosse. Pozyskał również pierwszych potencjalnych zawodników, młodych ludzi zainteresowanych uprawianiem ciekawej, szybkiej i widowiskowej dyscypliny sportowej. Po kilku miesiącach wytężonych treningów powstała drużyna, która już mogła wziąć udział w oficjalnych polskich rozgrywkach ligowych. W sezonie 2010/2011 Krakowianie grali jako Kraków Knights, zajęli 4. miejsce. Po reformach, które klub przeszedł po zakończeniu rozgrywek, zdecydowano o uniezależnieniu się od klubu Knights. Zmieniono nazwę na Kraków Dragons i wystartowano w sezonie 2011/2012, który ponownie przyniósł 4. lokatę w Polskiej Lidze Lacrosse’a. Sierpień 2013 roku przyniósł przełom: w Krakowie powstało Stowarzyszenie Na Rzecz Rozwoju Sportów Amerykańskich. Do współpracy w jego ramach została zaproszona również drużyna lacrosse, która od tego czasu występuje pod nazwą Kraków Lacrosse Kings. W marcu 2013 roku Piotr Kuźniar został wybrany na stanowisko Prezesa Polskiej Federacji Lacrosse’a.

## Zawodnicy i zarząd
Większość zawodników Kraków Lacrosse Kings stanowią studenci krakowskich uczelni. Rekrutacje do drużyny odbywają się cyklicznie, co kilka miesięcy. Trzon drużyny – a zarazem organ doradczy dla zarządu – stanowią najbardziej doświadczeni gracze, związani z krakowskim lacrossem od samego niemal jego początku.
W szeregach krakowskiej drużyny mieli okazję gościnnie występować i zdobywać cenne doświadczenie zawodnicy z polskich klubów Ravens Łódź, AZS Legion Katowice, Spartans Oświęcim, a także reprezentanci czeskiego LCC Pardubice.
Trenerem i przedstawicielem Drużyny w Stowarzyszeniu Na Rzecz Rozwoju Sportów Amerykańskich jest Piotr Cyrkowicz.

## Zawodnicy
| Numer | Imię i Nazwisko    | Pozycja   |
| ----- | ------------------ | --------- |
| 22    | Piotr Cyrkowicz    | Napastnik |
| 4     | Jakub Zajdel       | Napastnik |
|       | Polska             | Napastnik |
|       | Polska             | Pomocnik  |
|       | Polska             | Pomocnik  |
| 10    | Patryk Piękoś      | Pomocnik  |
| 13    | Robert Snakowski   | Pomocnik  |
|       | Polska             | Pomocnik  |
| 7     | Maciej Nowak       | Pomocnik  |
|       | Piotr Niziołek     | Pomocnik  |
| 2     | Maciej Bienia      | Pomocnik  |
| 3     | Michał Zalas       | Pomocnik  |
| 36    | Andrzej Aksak      | Pomocnik  |
| 30    | Kacper Stawowski   | Pomocnik  |
|       | Polska             | Pomocnik  |
| 25    | Mikołaj Buszko     | Pomocnik  |
|       | Samuel Zegartowski | Obrońca   |
| 91    | Karol Tabor        | Obrońca   |
| 54    | Radek Żelazny      | Obrońca   |
|       | Polska             | Obrońca   |
| 37    | Michał Drelewski   | Obrońca   |
| 55    | Przemysław Tabor   | Bramkarz  |
| 66    | Michał Tomczyk     | Bramkarz  |

## Rozgrywki
Drużyna Kraków Lacrosse Kings bierze każdego roku udział w rozgrywkach Polskiej Ligi Lacrosse począwszy od sezonu 2010/2011, kiedy to zajęli 4. miejsce. Podobny wynik osiągnęli rok później, pomimo znacznie lepszej gry. Na przeszkodzie do lepszego rezultatu stanęły poważne problemy kadrowe pod koniec rozgrywek. 
Zawodnicy Kraków Lacrosse Kings biorą również udział w licznych turniejach rozgrywanych na europejskich arenach, m.in. w Dreźnie (Niemcy), w Kralikach oraz Pradze (Czechy), jak również w rozgrywkach Ligi Europejskiej.

## Reprezentacja Polski
Podczas przeprowadzonej w 2011 roku selekcji do Reprezentacji Polski pomocnik Łukasz „Złoty” Hujdus dostał się do pierwszego składu, zaś obrońca Marcin „Psycho” Szymanowicz do tzw. Kadry B. W maju 2013 roku odbyły się kolejne try-outy, podczas których podjęto decyzję, iż szeregi Reprezentacji zasilą Łukasz „Złoty” Hujdus oraz napastnik Piotr „Cyrek” Cyrkowicz.
W listopadzie 2013 dołączyli również: Dominik Wrona, Patryk Piękoś i Radosław Żelazny.